# Gheorghe Damian
Gheorghe Damian (n. 19 martie 1930) este un politician român, ales senator în legislatura 1990-1992 în județul Prahova pe listele partidului FSN. În cadrul activității sale parlamentare, Gheorghe Damian a fost membru în grupurile parlamentare de prietenie cu URSS și Republica Portugheză.